# Vicente Fox
Vicente Fox Quesada (phát âm tiếng Tây Ban Nha: [bisente foks kesaða], sinh ngày 2 tháng 7 năm 1942) là một doanh nhân người Mexico, là Tổng thống Mexico từ ngày 1 tháng 12 năm 2000 đến ngày 30 tháng 11 năm 2006 với Đảng Hành động Quốc gia (PAN). Ông cũng là đồng chủ tịch của tổ chức Centrist Democrat International, một tổ chức quốc tế về các đảng chính trị trung tâm.
Fox đã được bầu làm Tổng thống Mexico trong cuộc bầu cử tổng thống năm 2000, một cuộc bầu cử quan trọng trong lịch sử khiến ông trở thành tổng thống đầu tiên được bầu từ đảng đối lập kể từ khi Francisco I. Madero năm 1910 và người đầu tiên trong 71 năm thất bại, với 42%, Đảng cách mạng thể chế (PRI).
Sau sáu năm làm tổng thống Mexico, Tổng thống Fox trở lại quê hương Guanajuato, nơi ông sống với vợ và gia đình. Từ khi rời ghế tổng thống, Vicente Fox đã tham gia vào việc phát biểu trước công chúng và sự phát triển của Trung tâm Nghiên cứu, Thư viện và Bảo tàng Vicente Fox.
Sự gia tăng về gia tài của ông ta đã làm gia tăng những nghi ngờ về việc làm giàu bất hợp pháp. Ông đã bị loại khỏi các hoạt động của Đảng Hành động Quốc gia vào năm 2013.